# 시애틀 대학교

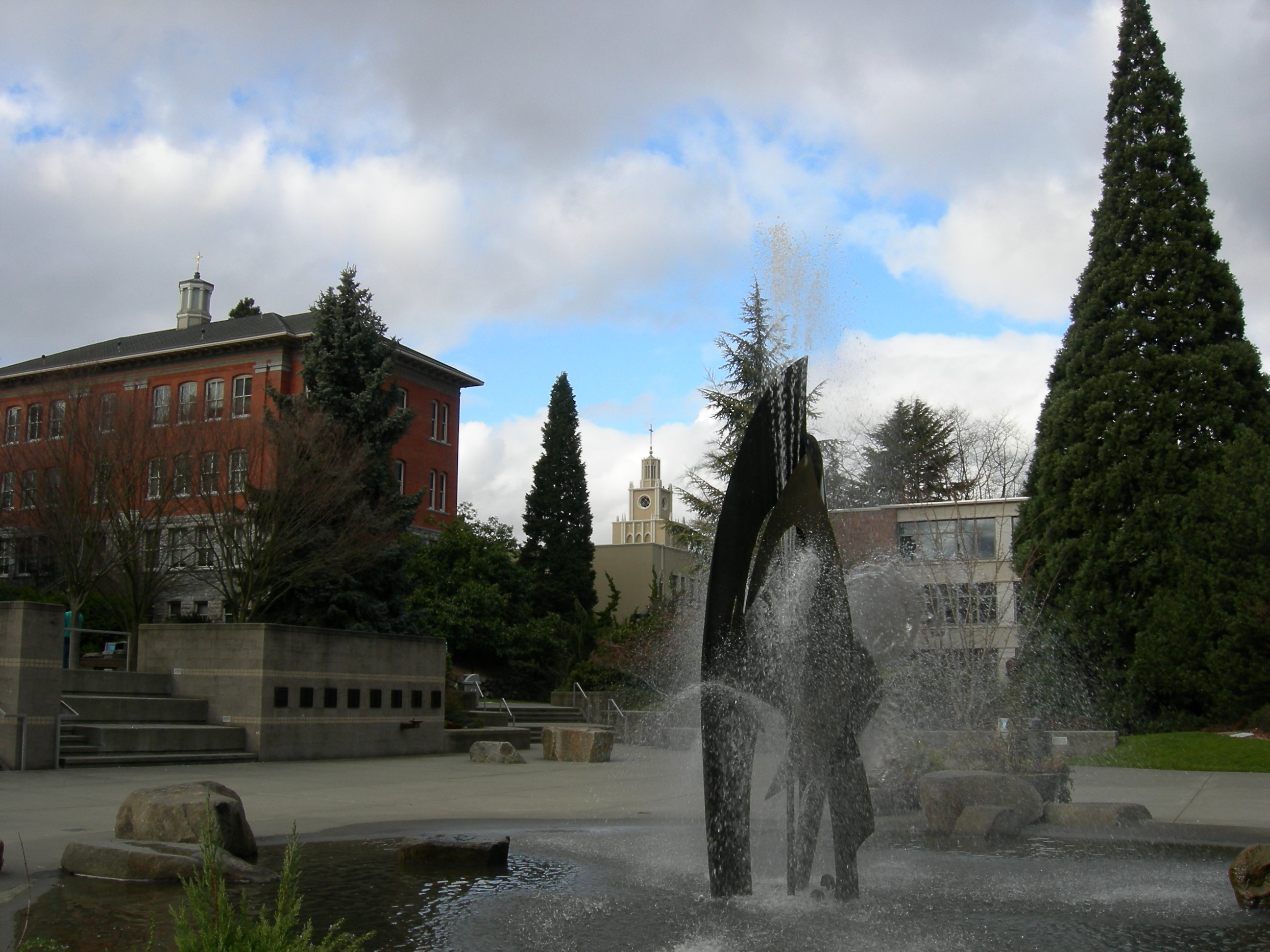

시애틀 대학교(영어: Seattle University)는 미국 워싱턴 주 시애틀에 있는 4년제 사립 대학교로 서북미(Northwestern United States)에서 가장 큰 규모의 독립 대학으로 구성되어 있다. 로마 카톨릭 예수회에 의해 설립되어 운영되고 있다.

## 학교 연혁과 역사
1891년 첫 개교되어 현재에 이르고 있다.